# Cipango
Cipango (en mandarin standard 日本国 / rìběnguó) est le nom chinois du Japon, introduit en Europe pour la première fois par le Le Livre de Marco Polo, qui décrit ce pays comme une île riche en or, perles et pierres précieuses :

« Sypangu est une île à l'est qui est en la haute mer loin de la terre ferme mille 5 cents milles et est moult grandissime île. Les gens sont blancs et de belle manière. Ils sont idolâtres et se gouvernent eux-mêmes ; et si vous dis qu'ils ont tant d'or que c'est sans fin car ils le trouvent en leurs îles. Il y a peu de marchands qui vont là parce que c'est si loin. Pour cette raison l'or leur abonde outre mesure... Sachez qu'il a un grand palais qui est tout couvert d'or fin en la manière comme nos églises sont couvertes de plomb, si que ce (palais) vaut tant qu'à peine on pourrait le compter. »

Le phénomène de la mousson en mer de Chine réduit le trafic maritime et renforce l’isolement de l’île :

« Aux alentours de l’île de Zipangri, se trouvent plusieurs autres petites îles, que les pilotes estiment être au nombre de 7 448, la plus grande part desquelles est habitée et cultivée : et n’y en a aucune où ne croissent et viennent de grands arbres et petits bocages fort odoriférants : aussi on y trouve des épices en grande abondance : toutefois les marchands étrangers n’y fréquentent point, sinon les habitants de la province de Mangi, qui en hiver y vont trafiquer [commercer], puis s’en retournent en été : car en ce détroit, il y a seulement deux vents lesquels soufflent à l’opposite l’un de l’autre, à savoir l’un a son cours en été et l’autre en hiver. »

La richesse de l’archipel attise la convoitise de Kubilai Khan : « pour la grande richesse, qu'on conta à Cublay Kaan, qui était en cette île, il pensa à la faire prendre. Si y envoya 2 de ses barons avec grande quantité de navires et grand planté de gens à cheval et à pied. » Marco Polo décrit les tentatives d'invasions mongoles du Japon de façon factuelle jusqu’à la défaite de la flotte mongole.

## De la chronique de Marco Polo à la découverte des Amériques

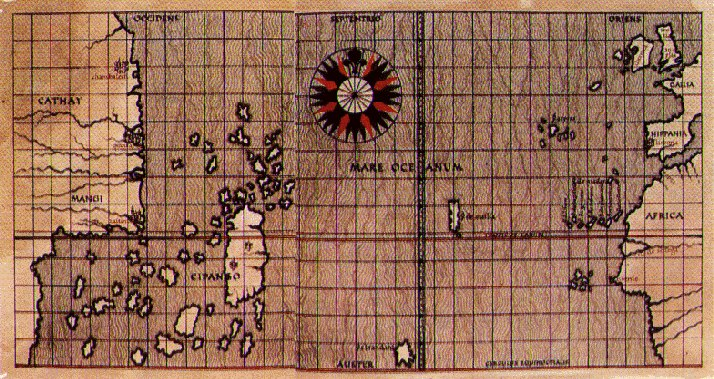
Carte de Toscanelli.

Le cartographe florentin Paolo Toscanelli, dans une carte de 1463, représente Cipango bien plus proche de l'Europe que dans la réalité. Cette carte, que Christophe Colomb a pu tenir entre ses mains, l'a peut-être influencé pour organiser sa traversée de l'océan Atlantique.

Premier voyage de Christophe Colomb.

En tout état de cause, c’est Cipango et ses richesses que Christophe Colomb cherche à atteindre en partant de Séville le 17 avril 1492 en prenant cap vers l'ouest. C'est d’une île de l’archipel de Cipango que croit s’emparer Colomb le 12 octobre de la même année, en débarquant à San Salvador, trop petite et trop arriérée pour être le mythique pays oriental. Dès le lendemain de l’accostage à San Salvador, Colomb désire atteindre Cipango : « de là provient l’or qu’ils ont au nez. Il ne faut pas perdre de temps pour aller à Cipango. » Il fait du cabotage d’île en île dans les Caraïbes, entrant en contact avec les « Indiens » et décide, le 23 octobre 1492 de « partir pour l’île de Cuba que je crois être Cipango, selon les signes que donnent les [indigènes] de sa grandeur et de sa richesse. Je ne vais pas rester ici. » Cuba est atteinte quelques jours plus tard mais le palais au toit d’or du roi de Cipango reste introuvable. Le 24 décembre 1492, ayant atteint Hispaniola, il note : « [Les Indiens] affirment qu'il y a une grande quantité d'or à Cipango, qu'ils appellent Cibao […] mais qui est beaucoup plus à l'est. » Il repart, le 16 janvier 1493 sans avoir trouvé Cipango, et pour cause…
En 1543, soit 50 ans plus tard, le Cipango réel, le Japon, est accosté par les premiers Européens (peut-être Fernão Mendes Pinto), à Tanegashima.